# Buchacz
Buchacz (niem. Buchatz) – dzielnica Radzionkowa, dawna osada młyńska na gruntach Radzionkowa.

## Nazwa
Nazwa pochodzi od nazwiska rodziny Buchaczów , która była posiadaczem ziemi w rejonie Rojcy zanim odkupiła je świerklaniecka gałąź hrabiów Henckel von Donnersmarck. Johann Knie w 1830 podawał dwie formy nazwy: polską Buchacz oraz niemiecką Buchholz.

## Historia
Hencklowie utworzyli w Buchaczu (lub, jak mówią miejscowi, „na Buchaczu”) hutę cynku „Łazarz”, otworzyli też kopalnię węgla kamiennego „Radzionków”. Huta i kopalnia (przez jakiś czas funkcjonowała pod nazwą KWK „Powstańców Śląskich” po połączeniu z kopalnią „Bytom”) przestały istnieć pod koniec XX w. Dziś na terenie kopalni w Buchaczu funkcjonuje baza paliw, zaś miejsce po hucie „Łazarz” zajął zakład Wtórmet. Ostatnią pozostałością po hucie była zlokalizowana na wjeździe do Buchacza od strony centrum Radzionkowa hałda, którą obecnie eksploatuje przedsiębiorstwo trudniące się budową dróg. Tereny po hałdzie mają być przeznaczone w przyszłości pod miejską rekreację.
Przez Buchacz biegła w latach 1922–1939 granica pomiędzy Polską a Republiką Weimarską, a później III Rzeszą. Kopalnia „Radzionków” – przedmiot sporów niemiecko-polskich w okresie powstańczo-plebiscytowym – została ostatecznie po polskiej stronie dzięki staraniom Emila Gajdasa.